# Uramfita
La uramfita és un mineral de la classe dels fosfats, que pertany al grup de la metaautunita. Rep el seu nom de la seva composició, al contenir ions uranil (Ur), amoni (am) i fosfat (f).

## Característiques
La uramfita és un fosfat de fórmula química (NH₄)₂(UO₂)₂(PO₄)₂·6H₂O. Cristal·litza en el sistema tetragonal. Forma petits cristalls, de fins a 0,2 mil·límetres, en rosetes i agregats. La seva duresa a l'escala de Mohs es troba entre 2 i 3.
Segons la classificació de Nickel-Strunz, la uramfita pertany a «08.EB: Uranil fosfats i arsenats, amb ràtio UO₂:RO₄ = 1:1» juntament amb els següents minerals: autunita, heinrichita, kahlerita, novačekita-I, saleeïta, torbernita, uranocircita, uranospinita, xiangjiangita, zeunerita, metarauchita, rauchita, bassetita, lehnerita, metaautunita, metasaleeïta, metauranocircita, metauranospinita, metaheinrichita, metakahlerita, metakirchheimerita, metanovačekita, metatorbernita, metazeunerita, przhevalskita, meta-lodevita, abernathyita, chernikovita, meta-ankoleïta, natrouranospinita, trögerita, uramarsita, threadgoldita, chistyakovaïta, arsenuranospatita, uranospatita, vochtenita, coconinoïta, ranunculita, triangulita, furongita i sabugalita.

## Formació i jaciments
Es troba a la zona oxidada del dipòsit de carbó i urani de Tura-Kavak, en les fractures en el carbó a profunditats d'entre 20 i 50 m, dipòsit que es troba a Minkush, a la serralada Moldo-Too (Província de Narín, Kirguizstan), l'únic indret on ha estat trobada.